# آیدا هوهانیسیان
آیدا آرتاوازدی هوهانیسیان (ارمنی: Աիդա Արտավազդի Հովհաննիսյան؛ انگلیسی: Aida Hovhanissyan؛ ۱۵ نوامبر ۱۹۵۲) کارگردان اهل ارمنستان است.

## زندگی‌نامه
وی در ۱۵ نوامبر ۱۹۵۲ در ایروان به دنیا آمد و از آکادمی دولتی هنرهای زیبای ارمنستان فارغ‌التحصیل گشت. وی در فرهنگستان دولتی تئاتر سوندوکیان و دانشگاه دولتی علوم پرورشی خاچاطور آبوویان ارمنستان فعالیت کرده است. 